# Suzanne de Bourbon
 (février 2019).
Si vous disposez d'ouvrages ou d'articles de référence ou si vous connaissez des sites web de qualité traitant du thème abordé ici, merci de compléter l'article en donnant les références utiles à sa vérifiabilité et en les liant à la section « Notes et références ».
Suzanne de Bourbon, née le 10 mai 1491 et morte à Châtellerault le 28 avril 1521, est une duchesse de Bourbon et d'Auvergne, et comtesse de la Marche, de 1503 à 1521.

## Biographie
Elle était fille de Pierre II, sire de Beaujeu, duc de Bourbon et d'Auvergne, et d'Anne de France, qui fut auparavant régente du royaume pendant la minorité de son frère le roi Charles VIII de France.
Elle épousa en 1505 son cousin Charles de Bourbon (1490 † 1527), comte de Montpensier, connétable de France, et eut :
- François, comte de Clermont (1517 † 1518).
- des jumeaux, nés et morts en 1518.

De santé fragile, elle meurt en 1521 au château de Châtellerault. La cérémonie de ses funérailles a lieu dans la cathédrale de Notre-Dame[Où ?]. Le duc Charles III de Bourbon, son mari, est inconsolable et, grâce à sa grande fortune, il organise des funérailles somptueuses, à la hauteur d'une petite-fille de roi. Elle fut inhumée dans la chapelle neuve du prieuré clunisien de Souvigny, près de son père. 

## Une succession disputée
Sa mort ouvre la question de la succession du duché de Bourbon et de ses autres domaines, car selon le traité de 1400 (ou 1401) conclu par le duc Louis II de Bourbon, les nombreuses possessions des ducs devaient faire retour à la couronne, en cas d'absence d'héritier mâle. Deux personnes les revendiquèrent :
- Son mari, Charles le connétable de Bourbon, en tant que mari et chef de la maison de Bourbon.
- Sa cousine, Louise de Savoie, mère de François Ier, en tant qu'aînée des descendants de Charles Ier de Bourbon.

La querelle est tranchée en faveur de Louise de Savoie au cours d'un procès (Suzanne de Bourbon avait pris le soin de désigner son époux comme héritier universel par testament, mais cela n'a pas été retenu par les juges soumis à la pression du roi, qui souhaitait récupérer ses immenses territoires) et le connétable de Bourbon, furieux, se rebelle contre François Ier et se rallie à son ennemi juré, Charles Quint.

### Généalogie simplifiée
|                                                        |                                                        |                                                        |                                                        |                                                        |                                                        |                            |                            |                                           |                                           | Jean Ier duc de Bourbon                   |                                           |                                           |                                           |  |  |                                |                                |                                |                                |                                |                                |  |  |  |  |  |  |  |  |  |  |  |  |  |  |  |  |  |  |  |  |
|                                                        |                                                        |                                                        |                                                        |                                                        |                                                        |                            |                            |                                           |                                           |                                           |                                           |                                           |                                           |  |  |                                |                                |                                |                                |                                |                                |  |  |  |  |  |  |  |  |  |  |  |  |  |  |  |  |  |  |  |  |
|                                                        |                                                        |                                                        |                                                        |                                                        |                                                        |                            |                            |                                           |                                           |                                           |                                           |                                           |                                           |  |  |                                |                                |                                |                                |                                |                                |  |  |  |  |  |  |  |  |  |  |  |  |  |  |  |  |  |  |  |  |
|                                                        |                                                        |                                                        |                                                        | Charles Ier duc de Bourbon                             | Charles Ier duc de Bourbon                             | Charles Ier duc de Bourbon | Charles Ier duc de Bourbon | Charles Ier duc de Bourbon                | Charles Ier duc de Bourbon                |                                           |                                           |                                           |                                           |  |  | Louis Ier comte de Montpensier | Louis Ier comte de Montpensier | Louis Ier comte de Montpensier | Louis Ier comte de Montpensier | Louis Ier comte de Montpensier | Louis Ier comte de Montpensier |  |  |  |  |  |  |  |  |  |  |  |  |  |  |  |  |  |  |  |  |
|                                                        |                                                        |                                                        |                                                        | Charles Ier duc de Bourbon                             | Charles Ier duc de Bourbon                             | Charles Ier duc de Bourbon | Charles Ier duc de Bourbon | Charles Ier duc de Bourbon                | Charles Ier duc de Bourbon                |                                           |                                           |                                           |                                           |  |  | Louis Ier comte de Montpensier | Louis Ier comte de Montpensier | Louis Ier comte de Montpensier | Louis Ier comte de Montpensier | Louis Ier comte de Montpensier | Louis Ier comte de Montpensier |  |  |  |  |  |  |  |  |  |  |  |  |  |  |  |  |  |  |  |  |
|                                                        |                                                        |                                                        |                                                        |                                                        |                                                        |                            |                            |                                           |                                           |                                           |                                           |                                           |                                           |  |  |                                |                                |                                |                                |                                |                                |  |  |  |  |  |  |  |  |  |  |  |  |  |  |  |  |  |  |  |  |
| Marguerite X Philippe II duc de Savoie                 | Marguerite X Philippe II duc de Savoie                 | Marguerite X Philippe II duc de Savoie                 | Marguerite X Philippe II duc de Savoie                 | Marguerite X Philippe II duc de Savoie                 | Marguerite X Philippe II duc de Savoie                 |                            |                            | Pierre II duc de Bourbon X Anne de France | Pierre II duc de Bourbon X Anne de France | Pierre II duc de Bourbon X Anne de France | Pierre II duc de Bourbon X Anne de France | Pierre II duc de Bourbon X Anne de France | Pierre II duc de Bourbon X Anne de France |  |  | Gilbert comte de Montpensier   | Gilbert comte de Montpensier   | Gilbert comte de Montpensier   | Gilbert comte de Montpensier   | Gilbert comte de Montpensier   | Gilbert comte de Montpensier   |  |  |  |  |  |  |  |  |  |  |  |  |  |  |  |  |  |  |  |  |
| Marguerite X Philippe II duc de Savoie                 | Marguerite X Philippe II duc de Savoie                 | Marguerite X Philippe II duc de Savoie                 | Marguerite X Philippe II duc de Savoie                 | Marguerite X Philippe II duc de Savoie                 | Marguerite X Philippe II duc de Savoie                 |                            |                            | Pierre II duc de Bourbon X Anne de France | Pierre II duc de Bourbon X Anne de France | Pierre II duc de Bourbon X Anne de France | Pierre II duc de Bourbon X Anne de France | Pierre II duc de Bourbon X Anne de France | Pierre II duc de Bourbon X Anne de France |  |  | Gilbert comte de Montpensier   | Gilbert comte de Montpensier   | Gilbert comte de Montpensier   | Gilbert comte de Montpensier   | Gilbert comte de Montpensier   | Gilbert comte de Montpensier   |  |  |  |  |  |  |  |  |  |  |  |  |  |  |  |  |  |  |  |  |
| Louise de Savoie X Charles d'Orléans comte d'Angoulême | Louise de Savoie X Charles d'Orléans comte d'Angoulême | Louise de Savoie X Charles d'Orléans comte d'Angoulême | Louise de Savoie X Charles d'Orléans comte d'Angoulême | Louise de Savoie X Charles d'Orléans comte d'Angoulême | Louise de Savoie X Charles d'Orléans comte d'Angoulême |                            |                            | Suzanne duchesse de Bourbon               | Suzanne duchesse de Bourbon               | Suzanne duchesse de Bourbon               | Suzanne duchesse de Bourbon               | Suzanne duchesse de Bourbon               | Suzanne duchesse de Bourbon               |  |  | Charles III duc de Bourbon     | Charles III duc de Bourbon     | Charles III duc de Bourbon     | Charles III duc de Bourbon     | Charles III duc de Bourbon     | Charles III duc de Bourbon     |  |  |  |  |  |  |  |  |  |  |  |  |  |  |  |  |  |  |  |  |
| Louise de Savoie X Charles d'Orléans comte d'Angoulême | Louise de Savoie X Charles d'Orléans comte d'Angoulême | Louise de Savoie X Charles d'Orléans comte d'Angoulême | Louise de Savoie X Charles d'Orléans comte d'Angoulême | Louise de Savoie X Charles d'Orléans comte d'Angoulême | Louise de Savoie X Charles d'Orléans comte d'Angoulême |                            |                            | Suzanne duchesse de Bourbon               | Suzanne duchesse de Bourbon               | Suzanne duchesse de Bourbon               | Suzanne duchesse de Bourbon               | Suzanne duchesse de Bourbon               | Suzanne duchesse de Bourbon               |  |  | Charles III duc de Bourbon     | Charles III duc de Bourbon     | Charles III duc de Bourbon     | Charles III duc de Bourbon     | Charles III duc de Bourbon     | Charles III duc de Bourbon     |  |  |  |  |  |  |  |  |  |  |  |  |  |  |  |  |  |  |  |  |
|                                                        |                                                        |                                                        |                                                        |                                                        |                                                        |                            |                            |                                           |                                           |                                           |                                           |                                           |                                           |  |  |                                |                                |                                |                                |                                |                                |  |  |  |  |  |  |  |  |  |  |  |  |  |  |  |  |  |  |  |  |
| François Ier roi de France                             |                                                        |                                                        |                                                        |                                                        |                                                        |                            |                            |                                           |                                           |                                           |                                           |                                           |                                           |  |  |                                |                                |                                |                                |                                |                                |  |  |  |  |  |  |  |  |  |  |  |  |  |  |  |  |  |  |  |  |